# Stenomesson pauciflorum
Stenomesson pauciflorum là một loài thực vật có hoa trong họ Amaryllidaceae. Loài này được (Lindl. ex Hook.) Herb. miêu tả khoa học đầu tiên năm 1837.